# Communauté de l'énergie
La Communauté de l'énergie regroupe l'Union européenne et plusieurs États limitrophes de celle-ci afin de créer un marché intégré de l'énergie.

## Historique
Le traité instituant la Communauté de l'énergie a été signé en octobre 2005 à Athènes. Il est entré en vigueur le 1er juillet 2006.

## États membres
Les parties au traité instituant la Communauté de l'énergie sont :
- D'une part, la Communauté européenne (devenue Union européenne à la suite de la ratification du traité de Lisbonne) ;
- D'autre part, l'Albanie, la Bosnie-Herzégovine, l'Ancienne République yougoslave de Macédoine (depuis renommée Macédoine du Nord), le Monténégro, la Serbie et la Mission d'administration intérimaire des Nations unies au Kosovo.
- La Moldavie est devenue un membre à part entière le 1er mai 2010 et l'Ukraine a rejoint la Communauté de l'Énergie le 1er février 2011. La Croatie a intégré l'UE en 2013. La Géorgie est devenue membre de la Communauté de l'Énergie le 1er juillet 2017[2].

L'Arménie, la Norvège et la Turquie ont un statut d'observateur.

## Compléments